# 柔果薹草
柔果薹草（学名：Carex mollicula）为莎草科薹草属的植物。分布于台湾、日本、朝鲜以及中国大陆的浙江等地，常生长在林下、灌木丛中潮湿处、河边或沟边等湿地，目前尚未由人工引种栽培。